# (37000) 2000 TG25
2000 TG25 (asteroide 37000) é um asteroide da cintura principal. Possui uma excentricidade de 0.21042480 e uma inclinação de 2.39784º.
Este asteroide foi descoberto no dia 2 de outubro de 2000 por LINEAR em Socorro.